# 2018–2019-es holland labdarúgókupa
A holland kupa ezen szezonja volt a labdarúgókupa 101. szezonja. Ezt a sorozatot is a Holland labdarúgó-szövetség rendezte meg.
Összesen 8 fordulóból állt az idei kupasorozat is. De ebből a 8 fordulóból az első kettő selejtezőkör volt, ahol csupán az amatőr csapatok vettek részt. Az első fordulóban pedig már az első és második liga csapatai is csatlakoztak. Az első selejtezőkört augusztus 18-án rendezték meg, a döntőt pedig május 5-én fogják lejátszani a szokásoknak megfelelően most is a rotterdami De Kuip stadionban.
Az idei sorozatban sem vehetett részt az Eerste Divisiebeli 4 jong-csapat (Jong Ajax, Jong PSV, Jong AZ és Jong Utrecht).
Ezen kupasorozat döntőjébe idén is a vártnak megfelelően két Eredivisie-csapat került be, az AFC Ajax és a  Willem Tilburg. A döntőt nagyon simán az Ajax csapata nyerte meg és ezzel 9 év után ismét megszerezték a kupagyőzelmet ami történetük során a 19. kupagyőzelem lett. Az örökranglistán ezzel növelték előnyüket a 13 sikerrel rendelkező ősi rivális Feyenoord csapatával szemben. A gólkirályi címet - akárcsak tavaly - idén is egy AZ Alkmaar játékos, a csapat holland támadója Úszama Idríszi szerezte meg 6 góllal.
Az idei kupagyőztes a 2019-20-as Európa Ligában sem a csoportkörben fog kezdeni hanem a 3. selejtezőkörben.

## Fordulók dátumai
| Fordulók             | Dátumok                               |
| -------------------- | ------------------------------------- |
| Első selejtezőkör    | 2018. augusztus 18. és 19.            |
| Második selejtezőkör | 2018. augusztus 18., 21., 22. és 25.  |
| Első forduló         | 2018. szeptember 25., 26. és 27.      |
| Második forduló      | 2018. október 30., 31. és november 1. |
| Nyolcaddöntő         | 2018. december 18., 19. és 20.        |
| Negyeddöntő          | 2019. január 22., 23. és 24.          |
| Elődöntő             | 2019. február 27. és 28.              |
| Döntő                | 2019. május 5.                        |

## Részt vevő csapatok
| Bajnokságok        | Klubcsapatok        | Klubcsapatok        | Klubcsapatok     | Klubcsapatok        |
| ------------------ | ------------------- | ------------------- | ---------------- | ------------------- |
| Eredivisie (1)     | ADO Den Haag        | Feyenoord           | Heracles Almelo  | FC Utrecht          |
| Eredivisie (1)     | AFC Ajax            | Fortuna Sittard     | NAC Breda        | Vitesse             |
| Eredivisie (1)     | AZ Alkmaar          | De Graafschap       | PEC Zwolle       | VVV-Venlo           |
| Eredivisie (1)     | FC Emmen            | FC Groningen        | PSV Eindhoven    | Willem Tilburg      |
| Eredivisie (1)     | Excelsior           | SC Heerenveen       |                  |                     |
| Eerste divisie (2) | Almere City FC      | FC Eindhoven        | NEC Nijmegen     | Telstar             |
| Eerste divisie (2) | SC Cambuur          | Go Ahead            | FC Oss           | FC Twente           |
| Eerste divisie (2) | FC Den Bosch        | Helmond Sport       | Roda Kerkrade    | FC Volendam         |
| Eerste divisie (2) | FC Dordrecht        | MVV Maastricht      | Sparta Rotterdam | RKC Waalwijk        |
| Tweede divisie (3) | AFC                 | HHC Hardenberg      | Kozakken Boys    | SV Spakenburg       |
| Tweede divisie (3) | BVV Barendrecht     | VV IJsselmeervogels | FC Lienden       | De Treffers         |
| Tweede divisie (3) | Excelsior Maassluis | VV Katwijk          | Rijnsburgse Boys | VVSB                |
| Tweede divisie (3) | GVVV                | Koninklijke HFC     | SVV Scheveningen |                     |
| Derde divisie (4)  | Achilles'29         | DOVO                | JVC Cuijk        | OJC Rosmalen        |
| Derde divisie (4)  | ADO'20              | DVS'33 Ermelo       | OFC              | RKVV Westlandia     |
| Derde divisie (4)  | ASWH                | Quick Boys          | Ajax (amatőr)    | VV Goes             |
| Derde divisie (4)  | Harkemase Boys      | HSC'21              | VVOG             | VV Noordwijk        |
| Derde divisie (4)  | Blauw Geel'38       | SV Oss'20           | ONS Sneek        | USV Hercules        |
| Derde divisie (4)  | VV Dongen           | HBS                 | EVV              | Stedoco             |
| Derde divisie (4)  | VV Eemdijk          | FC Lisse            | VV UNA           | Quick (Den Haag)    |
| Derde divisie (4)  | Quick '20           | Odin'59             | HSV Hoek         | SJC                 |
| Derde divisie (4)  | ASV De Dijk         | SV TEC              |                  |                     |
| Hoofdklasse (5)    | SV DFS              | RKAV Volendam       | FC's Gravenzande | Flevo Boys          |
| Hoofdklasse (5)    | VV Staphorst        | SV Urk              | MVV Alcides      | VV Gemert           |
| Hoofdklasse (5)    | RKSV Groene Ster    | VC Vlissingen       | SDO Bussum       |                     |
| Eerste Klasse (6)  | VV Alverna          | VV Brielle          | Sportlust'46     | ZVV Zaanlandia      |
| Eerste Klasse (6)  | RKSV Wittenhorst    | DZC'68              | RKSV Bekkerverld | JOS Watergraafsmeer |
| Tweede Klasse (7)  | RKSV Cluzona        | VV Uno Animo        | HVV Te Werve     | SV Marvilde         |
| Derde Klasse (8)   | MASV                |                     |                  |                     |

| Szín | Eredmény             |
| ---- | -------------------- |
|      | Győztes              |
|      | Ezüstérmes           |
|      | Elődöntő             |
|      | Negyeddöntő          |
|      | Nyolcaddöntő         |
|      | Második forduló      |
|      | Első forduló         |
|      | Második selejtezőkör |
|      | Első selejtezőkör    |

## Selejtezők

### Első selejtezőkör
Ebben a selejtezőkörben csupán 32 amatőr csapat vett részt, tehát nem az összes. A két profi bajnokság csapatain kívül nem vettek részt a 3. osztály csapatai és a 4. osztályból sem vett részt az összes csapat.
A selejtezőkör mérkőzéseit augusztus 18-án és 19-én játszották le.
| 1. csapat               | Eredmény              | 2. csapat           |
| ----------------------- | --------------------- | ------------------- |
| Augusztus 18.           |                       |                     |
| ASWH (4)                | 5 – 0                 | MASV (8)            |
| FC's Gravenzande (5)    | 3 – 2                 | HV&CV Quick (4)     |
| VV Eemdijk (4)          | 3 – 0                 | VC Vlissingen (5)   |
| VV Alverna (6)          | 0 – 2                 | ODIN'59 (4)         |
| EVV (4)                 | 7 – 0                 | VV Brielle (6)      |
| VV Goes (4)             | 0 – 4                 | VV Staphorst (5)    |
| Harkemase Boys (4)      | 2 – 1                 | ASV De Dijk (4)     |
| HSV Hoek (4)            | 3 – 0                 | ADO'20 (4)          |
| SV OSS'20 (4)           | 2 – 4 (h.u.)          | VV Noordwijk (4)    |
| Quick'20 (4)            | 2 – 6                 | DVS'33 Ermelo (4)   |
| Sportlust'46 (6)        | 1 – 4                 | HBS (4)             |
| SteDoCo (4)             | 1 – 0                 | RKSV Cluzona (7)    |
| SV Urk (5)              | 2 – 2 (h.u.) (5−4 b.) | SDO Bussum (5)      |
| ZVV Zaanlandia (6)      | 1 – 1 (h.u.) (4−5 b.) | Achilles'29 (4)     |
| Augusztus 19.           |                       |                     |
| JOS Watergraafsmeer (6) | 1 – 2 (h.u.)          | RKVV Westlandia (4) |
| RKSV Bekkerveld (6)     | 2 – 4                 | USV Hercules (4)    |

### Második selejtezőkör
Ebben a selejtezőkörben már 54 amatőr csapat vett részt, de még így sem az összes. A két profi bajnokság csapatai most sem vettek részt és a harmadik ligából sem az összes csapat.
Ezen selejtezőkör mérkőzéseit összesen 4 nap alatt játszották le. Pontosabban augusztus 18-án, 21-én, 22-én és 25-én.
| 1. csapat               | Eredmény              | 2. csapat               |
| ----------------------- | --------------------- | ----------------------- |
| Augusztus 18.           |                       |                         |
| SV DFS (5)              | 2 – 1 (h.u.)          | BVV Barendrecht (3)     |
| VV DOVO (4)             | 3 – 0                 | Quick Boys (4)          |
| DZC '68 (6)             | 0 – 2                 | SVV Scheveningen (3)    |
| Rijnsburgse Boys (3)    | 3 – 1                 | Ajax (amatőr) (4)       |
| SV Spakenburg (3)       | 4 – 1                 | RKSV Wittenhorst (6)    |
| JVC Cuijk (4)           | 2 – 3                 | Koninklijke HFC (3)     |
| Augusztus 21.           |                       |                         |
| MVV Alcides (5)         | 2 – 0                 | VVOG (4)                |
| FC's-Gravenzande (5)    | 1 – 2                 | Excelsior Maassluis (3) |
| GVVV (3)                | 0 – 3                 | SV TEC (4)              |
| VV IJsselmeervogels (3) | 2 – 3 (h.u.)          | VV Noordwijk (4)        |
| Augusztus 22.           |                       |                         |
| USV Hercules (4)        | 0 – 4                 | ASWH (4)                |
| Achilles '29 (4)        | 1 – 6                 | Harkemase Boys (4)      |
| Blauw Geel'38 (4)       | 0 – 1                 | SV Urk (5)              |
| De Treffers (3)         | 1 – 2 (h.u.)          | DVS'33 Ermelo (4)       |
| VV Gemert (5)           | 1 – 1 (h.u.) (3−2 b.) | HSV Hoek (4)            |
| HBS (4)                 | 2 – 3                 | ONS Sneek (4)           |
| HHC Hardenberg (3)      | 0 – 3                 | OFC (4)                 |
| Odin '59 (4)            | 1 – 0                 | VV Dongen (4)           |
| OJC Rosmalen (4)        | 4 – 1 (h.u.)          | Flevo Boys (5)          |
| RKAV Volendam (5)       | 1 – 0 (h.u.)          | EVV (4)                 |
| RKSV Groene Ster (5)    | 2 – 1                 | FC Lienden (3)          |
| SJC (4)                 | 0 – 2                 | FC Lisse (4)            |
| VV Staphorst (5)        | 2 – 1 (h.u.)          | HSC'21 (4)              |
| VV Una (4)              | 2 – 4                 | VV Eemdijk (4)          |
| VV Uno Animo (7)        | 1 – 6                 | VVSB (3)                |
| RKVV Westlandia (4)     | 2 – 1                 | SteDoCo (4)             |
| Augusztus 25.           |                       |                         |
| HVV Te Werve (7)        | 3 – 1 (h.u.)          | SV Marvilde (7)         |

## Első forduló
Az első fordulóban összesen 64 csapat vesz részt. Már bekapcsolódik a két profi bajnokság is az összes csapatával. Rajtuk kívül pedig a selejtezőkből feljutott csapatok vesznek részt. A forduló során leginkább várható eredmények születtek. A legnagyobb meglepetést a negyedik ligás amatőr VV Noordwijk okozta amely rendes játékidőben kiejtette a második ligás Sparta Rotterdam csapatát.
Ezen forduló mérkőzéseit összesen 3 nap alatt rendezték meg. Pontosabban szeptember 25-én, 26-án és 27-én.
| 1. csapat               | Eredmény              | 2. csapat            |
| ----------------------- | --------------------- | -------------------- |
| Szeptember 25.          |                       |                      |
| AFC (3)                 | 5 – 0                 | Telstar (2)          |
| RKC Waalwijk (2)        | 2 – 0                 | NAC Breda (1)        |
| SV Spankenburg (3)      | 3 – 0                 | SV DFS (5)           |
| DVS'33 Ermelo (4)       | 0 – 6                 | Roda Kerkrade (2)    |
| Koninklijke HFC (3)     | 4 – 0                 | Harkemase Boys (4)   |
| Odin'59 (4)             | 1 – 0                 | FC Lisse (4)         |
| VV Noordwijk (4)        | 3 – 2                 | Sparta Rotterdam (2) |
| Rijnsburgse Boys (3)    | 1 – 1 (h.u.) (4−5 b.) | FC Oss (2)           |
| RKVV Westlandia (4)     | 0 – 3                 | VVV-Venlo (1)        |
| SVV Scheveningen (3)    | 2 – 3 (h.u.)          | SC Cambuur (2)       |
| FC Den Bosch (2)        | 1 – 2                 | Heracles Almelo (1)  |
| FC Volendam (2)         | 1 – 2                 | Willem Tilburg (1)   |
| Go Ahead Eagles (2)     | 2 – 0                 | FC Eindhoven (2)     |
| Helmond Sport (2)       | 0 – 5                 | Fortuna Sittard (1)  |
| Almere City FC (2)      | 1 – 0                 | FC Dordrecht (2)     |
| Kozakken Boys (3)       | 3 – 1                 | ONS Sneek (4)        |
| Excelsior (1)           | 2 – 3 (h.u.)          | NEC Nijmegen (2)     |
| VVSB (3)                | 3 – 3 (h.u.) (3−5 b.) | De Graafschap (1)    |
| Szeptember 26.          |                       |                      |
| Excelsior Maassluis (3) | 0 – 4                 | PSV Eindhoven (1)    |
| VV Staphorst (5)        | 0 – 1                 | PEC Zwolle (1)       |
| VV Dovo (4)             | 2 – 2 (h.u.) (4−5 b.) | SV Urk (5)           |
| VV Eemdijk (4)          | 1 – 4                 | ASWH (4)             |
| RKAV Volendam (5)       | 1 – 2                 | Vitesse Arnhem (1)   |
| VV Katwijk (3)          | 0 – 1 (h.u.)          | SC Heerenveen (1)    |
| OJC Rosmalen (4)        | 0 – 6                 | ADO Den Haag (1)     |
| RKSV Groene Ster (5)    | 2 – 1                 | SV Tec (4)           |
| HVV Te Werve (7)        | 0 – 7                 | AFC Ajax (1)         |
| Szeptember 27.          |                       |                      |
| MVV Alcides (5)         | 0 – 6                 | AZ Alkmaar (1)       |
| OFC (4)                 | 1 – 3                 | FC Emmen (1)         |
| FC Groningen (1)        | 0 – 2                 | Twente Enschede (2)  |
| FC Utrecht (1)          | 2 – 0                 | MVV Maastricht (2)   |
| VV Gemert (5)           | 0 – 4                 | Feyenoord (1)        |

## Második forduló
A második fordulóban már csak az előző forduló továbbjutói küzdenek, összesen 32 csapat vett részt.
Már ebben a fordulóban hatalmas meglepetések születtek. A legnagyobb meglepetése az volt, hogy a 2.liga középmezőnyében szereplő RKC Waalwijk idegenben legyőzte és kiejtette az Eredivisieben 10 forduló után pontveszteség nélkül első helyen álló PSV Eindhovent. Másik nagy meglepetés pedig, hogy az Eredivisieben idén debütáló FC Emmen csapatát legyőzte a 4.ligás Odin'59.
Ezen forduló mérkőzéseit összesen 3 nap alatt rendezték meg. Pontosabban október 30-án, 31-én és november 1-én.
| 1. csapat            | Eredmény     | 2. csapat           |
| -------------------- | ------------ | ------------------- |
| Október 30.          |              |                     |
| PSV Eindhoven (1)    | 2 – 3 (h.u.) | RKC Waalwijk (2)    |
| Kozakken Boys (3)    | 2 – 1        | Almere City FC (2)  |
| Twente Enschede (2)  | 4 – 2        | VV Noordwijk (4)    |
| SC Cambuur (2)       | 2 – 1        | Koninklijke HFC (3) |
| AFC (3)              | 1 – 0        | FC Oss (2)          |
| SV Urk (5)           | 0 – 1        | Roda Kerkrade (2)   |
| De Graafschap (1)    | 2 – 5        | PEC Zwolle (1)      |
| Október 31.          |              |                     |
| Heracles Almelo (1)  | 0 – 2        | Vitesse Arnhem (1)  |
| Willem Tilburg (1)   | 5 – 0        | SV Spankenburg (3)  |
| FC Utrecht (1)       | 5 – 1        | ASWH (4)            |
| FC Emmen (1)         | 1 – 3        | Odin'59 (4)         |
| AZ Alkmaar (1)       | 2 – 0        | VVV-Venlo (1)       |
| RKSV Groene Ster (5) | 1 – 3        | SC Heerenveen (1)   |
| AFC Ajax (1)         | 3 – 0        | Go Ahead Eagles (2) |
| November 1.          |              |                     |
| NEC Nijmegen (2)     | 2 – 3        | Fortuna Sittard (1) |
| Feyenoord (1)        | 5 – 1        | ADO Den Haag (1)    |

## Nyolcaddöntő
A nyolcaddöntőben az előző forduló továbbjutói küzdenek, összesen 16 csapat vett részt. Nagyjából minden eredmény úgy alakult ahogy várták, a legnagyobb meglepetés az volt, hogy az AFC Ajax csupán büntetőkkel tudta legyőzni a második ligában szereplő Roda Kerkrade csapatát.
Ezen forduló mérkőzéseit szintén 3 nap alatt rendezték meg. Pontosabban december 18-án, 19-én és 20-án.
| 1. csapat           | Eredmény              | 2. csapat          |
| ------------------- | --------------------- | ------------------ |
| December 18.        |                       |                    |
| Willem Tilburg (1)  | 3 – 0                 | AFC (3)            |
| AZ Alkmaar (1)      | 5 – 0                 | PEC Zwolle (1)     |
| Twente Enschede (2) | 2 – 0                 | RKC Waalwijk (2)   |
| December 19.        |                       |                    |
| Fortuna Sittard (1) | 2 – 1                 | SC Cambuur (2)     |
| Odin'59 (4)         | 1 – 3                 | SC Heerenveen (1)  |
| Roda Kerkrade (2)   | 1 – 1 (h.u.) (2−4 b.) | AFC Ajax (1)       |
| December 20.        |                       |                    |
| Kozakken Boys (3)   | 1 – 2                 | Vitesse Arnhem (1) |
| Feyenoord (1)       | 1 – 0                 | FC Utrecht (1)     |

## Negyeddöntő
A negyeddöntőben nem született meglepetés, minden párharcot az esélyesebb csapat nyerte meg. Ezáltal kiesett a Twente Enschede csapata, az idén leghosszabb ideig jutó nem Eredivisie-csapat.
A forduló mérkőzéseit január 22-én, 23-án és 24-én rendezték meg.
| 2019. január 22. 20ː45 |

| AZ Alkmaar (1)                 | 2 – 0               | Vitesse Arnhem (1)  |
| ------------------------------ | ------------------- | ------------------- |
| Calvin Stengs 40' Guus Til 54' | (1 - 0) Jegyzőkönyv | Martin Ødegaard 67' |

| AFAS Stadion, Alkmaar Nézőszám: 8.165 Játékvezető: Dennis Higler |

| 2019. január 23. 18ː30 |

| Twente Enschede (2)                            | 2 – 3               | Willem Tilburg (1)                                                                                               |
| ---------------------------------------------- | ------------------- | --- |
| Aitor Cantalapiedra 54' 63' Nacho Monsalve 23' | (0 - 0) Jegyzőkönyv | Cristian González 62' (öngól) Evangelos Pavlidis 76' Kristófer Kristinsson 86' Pol Llonch 27' Freek Heerkens 42' |

| De Grolsch Veste, Enschede Nézőszám: 19.560 Játékvezető: Jochem Kamphuis |

| 2019. január 23. 20ː45 |

| Feyenoord (1)                                                                        | 4 – 1               | Fortuna Sittard (1)                      |
| ------------------------------------------------------------------------------------ | ------------------- | ---------------------------------------- |
| Robin van Persie 34' 68' (11-esből) Sven van Beek 81' Steven Berghuis 90' (11-esből) | (1 - 0) Jegyzőkönyv | Andrija Novakovich 54' Michael Pinto 75' |

| De Kuip, Rotterdam Nézőszám: 25.000 Játékvezető: Serdar Gözübüyük |

| 2019. január 24. 20ː45 |

| AFC Ajax (1)                                                         | 3 – 1               | SC Heerenveen (1)                                    |
| -------------------------------------------------------------------- | ------------------- | ---------------------------------------------------- |
| Noussair Mazraoui 3' Donny van de Beek 16' 38' Lisandro Magallán 88' | (3 - 0) Jegyzőkönyv | Pelle van Amersfoort 84' Michel Vlap 52' Sam Lammers |

| Johan Cruijff Arena, Amszterdam Nézőszám: 43.819 Játékvezető: Kevin Blom |

## Elődöntő
A legnagyobb meglepetés, hogy a Willem Tilburg csapata kiejtette a bajnokságban nagyon jó formában levő AZ Alkmaar csapatát. Viszont kisebb meglepetésnek számít az is, hogy az Ajax elég könnyedén továbbjutott a rangadón. Főleg azért mert 1 hónappal korábban a bajnokság 19. fordulójában a Feyenoord 6ː2-re kiütötte az Ajax-ot szintén Rotterdamban. Így kiesett a tavalyi döntő mindkét résztvevője.
A forduló mérkőzéseit február 27-én és 28-án rendezték meg.
| 2019. február 27. 20ː45 |

| Feyenoord (1)                                                        | 0 – 3               | AFC Ajax (1) |
| -------------------------------------------------------------------- | ------------------- | --- |
| Jan Arie van der Heijden 28' Jerry St. Juste 56' Steven Berghuis 77' | (0 - 1) Jegyzőkönyv | Matthijs de Ligt 45' Nicolás Tagliafico 49' Donny van de Beek 65' 12' Frenkie de Jong 61' Noussair Mazraoui 67' Dani de Wit 90' |

| De Kuip, Rotterdam Nézőszám: 47.500 Játékvezető: Kevin Blom |

| 2019. február 28. 20ː45 |

| Willem Tilburg (1) | 1 – 1 (h.u.) (büntetőkkel 2 - 1) | AZ Alkmaar (1)                                           |
| ------------------ | -------------------------------- | -------------------------------------------------------- |
| Alexander Isak 64' | (0 - 1) Jegyzőkönyv              | Calvin Stengs 23' Mats Seuntjens 60' Úszama Idríszi 120' |

| Koning Willem II Stadion, Tilburg Nézőszám: 13.317 Játékvezető: Jochem Kamphuis |

## Döntő
| 2019. május 5. 18ː00 |

| Willem Tilburg (1) | 0 – 4               | AFC Ajax (1)                                                      |
| ------------------ | ------------------- | ----------------------------------------------------------------- |
| Pol Llonch 78'     | (0 - 2) Jegyzőkönyv | Daley Blind 38' Klaas-Jan Huntelaar 39' 67' Rasmus Kristensen 76' |

| De Kuip, Rotterdam Nézőszám: 45.709 Játékvezető: Serdar Gözübüyük |

| Willem | Ajax |

| Willem Tilburg: |    |                     |     |
|                 |    |                     |     |
| GK              | 1  | Timon Wellenreuther |     |
| RB              | 2  | Fernando Lewis      |     |
| CB              | 25 | Thomas Meißner      |     |
| CB              | 4  | Jordens Peters      | 62' |
| LB              | 3  | Freek Heerkens      |     |
| RM              | 15 | Damil Dankerlui     | 62' |
| CM              | 26 | Renato Tapia        |     |
| CM              | 8  | Pol Llonch          |     |
| LM              | 5  | Diego Palacios      |     |
| CF              | 9  | Alexander Isak      |     |
| CF              | 10 | Vangelis Pavlidis   |     |
| Cserék:         |    |                     |     |
| MF              | 14 | Daniel Crowley      | 62' |
| MF              | 16 | Marios Vrousai      | 62' |
| Edző:           |    |                     |     |
| Adrie Koster    |    |                     |     |

| AFC Ajax:    |    |                     |     |
|              |    |                     |     |
| GK           | 24 | André Onana         |     |
| RB           | 2  | Rasmus Kristensen   |     |
| CB           | 4  | Matthijs de Ligt    |     |
| CB           | 17 | Daley Blind         |     |
| LB           | 31 | Nicolás Tagliafico  |     |
| CM           | 21 | Frenkie de Jong     | 79' |
| CM           | 12 | Noussair Mazraoui   |     |
| CM           | 6  | Donny van de Beek   |     |
| RW           | 22 | Hakím Zíjes         | 58' |
| CF           | 9  | Klaas-Jan Huntelaar |     |
| LW           | 10 | Dušan Tadić         | 73' |
| Cserék:      |    |                     |     |
| LW           | 7  | David Neres         | 58' |
| MF           | 19 | Zakaria Labyad      | 73' |
| MF           | 20 | Lasse Schøne        | 79' |
| Edző:        |    |                     |     |
| Erik ten Hag |    |                     |     |

| HOLLAND-KUPA 2018/19      |
| ------------------------- |
| AFC Ajax 19. kupagyőzelem |

## Fordulónként részt vevő csapatok
Ezen táblázat azt mutatja, hogy az idei kupasorozat fordulóiban melyik bajnokságból mennyi csapat szerepelt.
| Bajnokság          | Első selejtező   | Második selejtező | Első forduló | Második forduló | Nyolcaddöntő | Negyeddöntő | Elődöntő   | Döntő      | Győztes   |
| ------------------ | ---------------- | ----------------- | ------------ | --------------- | ------------ | ----------- | ---------- | ---------- | --------- |
| Eredivisie (1)     | nem vettek részt | nem vettek részt  | 018 (28,13%) | 015 (46,87%)    | 09 (56,25%)  | 07 (87,5%)  | 04 (100%)  | 02 (100%)  | 01 (100%) |
| Eerste divisie (2) | nem vettek részt | nem vettek részt  | 016 (25%)    | 08 (25%)        | 04 (25%)     | 01 (12,5%)  | 01 (12,5%) | 01 (12,5%) |           |
| Tweede divisie (3) | nem vettek részt | 012 (22,22%)      | 09 (14,06%)  | 04 (12,5%)      | 02 (12,5%)   | 02 (12,5%)  | 02 (12,5%) | 02 (12,5%) |           |
| Derde divisie (4)  | 019 (59,37%)     | 028 (51,85%)      | 013 (20,31%) | 03 (9,38%)      | 01 (6,25%)   | 01 (6,25%)  | 01 (6,25%) | 01 (6,25%) |           |
| Hoofdklasse (5)    | 05 (15,62%)      | 09 (16,66%)       | 07 (10,94%)  | 02 (6,25%)      | 02 (6,25%)   | 02 (6,25%)  | 02 (6,25%) | 02 (6,25%) |           |
| Eerste Klasse (6)  | 06 (18,75%)      | 02 (3,72%)        | 02 (3,72%)   | 02 (3,72%)      | 02 (3,72%)   | 02 (3,72%)  | 02 (3,72%) | 02 (3,72%) |           |
| Tweede Klasse (7)  | 01 (3,13%)       | 03 (5,55%)        | 01 (1,56%)   | 01 (1,56%)      | 01 (1,56%)   | 01 (1,56%)  | 01 (1,56%) | 01 (1,56%) |           |
| Derde Klasse (8)   | 01 (3,13%)       | 01 (3,13%)        | 01 (3,13%)   | 01 (3,13%)      | 01 (3,13%)   | 01 (3,13%)  | 01 (3,13%) | 01 (3,13%) |           |
| CSAPATOK SZÁMA     | 32               | 54                | 64           | 32              | 16           | 8           | 4          | 2          | 1         |

## Góllövőlistɑ
Íme az idei kupasorozat végleges góllövőlistája. Az összes gól be van írva ami a tornán esett (selejtező és főtábla). Ebben a szezonban az AZ Alkmaar holland támadója, Úszama Idríszi lett a gólkirály összesen 6 góllal.
Azon játékosoknál akik idén több csapatban lőttek gólt a kupában a régebbi csapat van dőlt betűvel írva. Viszont idén nem volt ilyen játékos a legtöbb gólt szerzők között.
| POS.          | JÁTÉKOSOK         | CSAPAT         | GÓLOK |
| ------------- | ----------------- | -------------- | ----- |
| 1.            | Úszama Idríszi    | AZ Alkmaar     | 6     |
| 2.            | Willem Six        | HBS            | 4     |
| 2.            | Ismail Yildrim    | ASWH           | 4     |
| 2.            | Zian Flemming     | PEC Zwolle     | 4     |
| 2.            | Donny van de Beek | AFC Ajax       | 4     |
| 2.            | Fran Sol          | Willem Tilburg | 4     |
| 2.            | Donis Avdijaj     | Willem Tilburg | 4     |
| 8.            | 20 játékos        | 20 játékos     | 3     |
| 28.           | 46 játékos        | 46 játékos     | 2     |
| 74.           | 200 játékos       | 200 játékos    | 1     |
| Öngólok száma | Öngólok száma     | Öngólok száma  | 8     |
| GÓLOK SZÁMA:  | GÓLOK SZÁMA:      | GÓLOK SZÁMA:   | 390   |
| Mérkőzések:   | Mérkőzések:       | Mérkőzések:    | 106   |
| Gólátlag:     | Gólátlag:         | Gólátlag:      | 3,68  |

### Egy mérkőzésen legtöbb gólt szerző játékosok
A következő táblázatban a kupa azon játékosai szerepelnek akik ebben a szezonban a főtáblán a legtöbb gólt - legkevesebb 3-at - szerezték egy mérkőzésen.
| #  | Játékos           | Csapat          | Gólok | Dátum                | Forduló | Végeredmény                    |
| -- | ----------------- | --------------- | ----- | -------------------- | ------- | ------------------------------ |
| 1. | Zian Flemming     | PEC Zwolle      | 4     | 2018. október 30.    | 2.      | De Graafschap - PEC Zwolle 2ː5 |
| 2. | André Vidigal     | Fortuna Sittard | 3     | 2018. szeptember 25. | 1.      | Helmond Sport - Fortuna 0ː5    |
| -  | Ismaïl Yıldırım   | ASWH            | 3     | 2018. szeptember 26. | 1.      | VV Eemdijk - ASWH 1ː4          |
| -  | Úszama Idríszi    | AZ Alkmaar      | 3     | 2018. szeptember 27. | 1.      | MVV Alcides - AZ Alkmaar 0ː6   |
| -  | Dylan Vente       | Feyenoord       | 3     | 2018. szeptember 27. | 1.      | VV Gemert - Feyenoord 0ː4      |
| -  | Nicolai Jørgensen | Feyenoord       | 3     | 2018. november 1.    | 2.      | Feyenoord - ADO Den Haag 5ː1   |

## Érdekességek
- Az AFC Ajax csapata 5 év után idén jutott túl először a nyolcaddöntőn.

## Külső hivatkozások
- Hivatalos oldal (hollandul)